# 吉塞拉·揚努斯夫斯卡
吉塞拉·揚努斯夫斯卡（德語：Gisela Januszewska，1867年1月22日—1943年3月2日）是一位奧地利女醫生。在瑞士獲得學位后，她曾在德國短暫工作，隨後來到了塞爾維亞巴尼亞盧卡鎮，並成為了那裡的第一位女醫生。她曾因第一次世界大戰期間的服務以及之後在奧地利的社會活動獲得了最高勳章。第二次世界大戰期間，揚努斯夫斯卡被送往了納粹集中營，並在那裡逝世。

## 早期生活與教育
吉塞拉·揚努斯夫斯卡於1867年1月22日出生在摩拉維亞村莊的特恩诺维采镇（前為奧匈帝國的一部分，現在屬於捷克共和國）。她是利奧波德·羅森菲爾德的五個孩子之一，利奧波德·羅森菲爾德是斯拉沃尼亞小鎮格魯比什諾波列的一名莊園經理。他們是一個猶太家庭，在當地被非正式地稱為羅達（塞爾維亞-克羅埃西亞語，意為鸛）。揚努斯夫斯卡的弟弟亞歷山大·羅達·羅達是一位諷刺作家。在布爾諾的一所私立學校上學后，她嫁給了年紀大許多的約阿希姆·庫恩。她覺得自己被困在婚姻中，在幾年內就立下了離婚。揚努斯夫斯卡隨後移居瑞士，在那裡她完成了高中毕业考試並進入了蘇黎世大學。她於1898年4月12日以吉塞拉·庫恩的名字獲得了醫學學位。

## 職業生涯
揚努斯夫斯卡在蘇黎世婦女醫院的第一次產科志願服務中獲得經驗后，於1898年6月搬到德意志帝國的雷姆沙伊德，並成為Allgemeine Ortskrankenkasse的保險醫生。1899年3月，她被任命為波斯尼亚和黑塞哥维那巴尼亞盧卡鎮的公共衛生官員Amtsärztin，成為了當地的第一位女醫生。
在巴尼亞盧卡的職業生涯中，揚努斯夫斯卡是為數不多的努力確保波士尼亞穆斯林婦女能夠適當獲得醫療保健的醫生之一。她最初的上司，比她大20歲的拉迪斯勞斯·雅努謝夫斯基，於1900年成為她的第二任丈夫。婚後，揚努斯夫斯卡不得不放棄公共衛生官員的職位。相反，她擔任巴尼亞盧卡穆斯林婦女門診診所的負責人。她進行了小手術，並在治療天花，傷寒，斑疹傷寒和梅毒患者方面聲名鵲起，但最重要的是軟骨病（根據當時波士尼亞的另一位醫生泰奧多拉·克拉耶夫斯卡的說法，最後一種在穆斯林婦女中特別猖獗）。
揚努斯夫斯卡退休后，這對夫婦搬到了格拉茨。在第一次世界大戰爆發前不久，她在讀於格拉茨大學攻讀博士學位。她於1916年喪偶，自願進入軍事醫療隊，成為軍事醫療隊唯一可用的醫生。
揚努斯夫斯卡因其服務而獲得幾枚獎章，包括德國紅十字勳章和奧地利民事功績勳章。戰後，1919年，她在格拉茨開設了自己的診所。直到1933年，她一直擔任施蒂里亞州和克恩頓州健康保險協會的小組醫生。她的社會責任受到廣泛尊重：她不僅免費對待弱勢群體，還在經濟上支援其中一些人。她是第二位被授予Medizinalrat頭銜（一個授予醫學傑出貢獻的獎項）的奧地利醫生。

## 晩期生活
1935年底，揚努斯夫斯卡關閉了她的診所，但她仍然繼續她的社會工作。1937年，她的作品被授予奧地利最高榮譽騎士十字勳章。然而，在一年之內，奧地利被納粹德國入侵併吞。揚努斯夫斯卡發現自己是其種族政策的受害者。她的格拉茨公寓於1940年被沒收，她被迫搬到維也納，從那裡她被送到特萊西恩施塔特集中營。她於1943年3月2日在那裡去世，享壽76歲。